# Merlo (San Luis)
Merlo é o principal destino turístico da província de San Luis, Argentina, e a terceira cidade mais importante da província. O microclima particular do lugar é considerado um dos melhores do mundo, caracterizado pela particular ionização negativa da atmosfera, seu clima é temperado-seco, com escassez de vento, e na zona circundam uma grande quantidade de arroios.

## Turismo
A Merlo se pode dividir turisticamente em duas:
- A vila Colonial, cujo povoamento começou a fins do século XVIII na paragem Piedra Blanca, de charmoso clima e numerosos arroios. Ali se encontra a capela de Nossa Senhora do Rosário, declarada Monumento Histórico Nacional, um dos edifícios más antigos do país.
- A Vila Veraniega que possui uma importante infraestrutura turística.